# Ahmed Boukhari
Ahmed Boukhari (àrab: أحمد البوخاري)  (Safi, 1938 - Casablanca, 16 de febrer de 2025) va ser un antic agent de Cab-1, la cèl·lula política de la DST, el servei secret intern marroquí. Va afirmar haver participat en l'operació que va planejar el segrest i la liquidació de Mehdi Ben Barka..

## Biografia
Tot i que no estava present en l'escena del crim havia de processar tota la informació sobre l'operació. Afirmà que hi van estar involucrats agents de la CIA, un tal Coronel Martin. Boukhari va afirmar en les seves confessions que el cos de Ben Barka va ser traslladat en secret al Marroc i que fou dissolt en un bany d'àcid. No obstant això, els diaris progovernamentals al Marroc van afirmar que Boukhari és un frau i un mentider. La pel·lícula J'ai vu tuer Ben Bark es basa en els seus llibres.
Boukhari va escriure dos llibres, un sobre l'afer Ben Barka titulat Le Secret i un altre Raisons d'état (publicat en 2005), en què relata les operacions de la DST des de la dècada de 1960 fins a la de 1980 durant la repressió dels diversos moviments dissidents, principalment de l'esquerra socialista. Segueix essent l'única informació privilegiada que s'ha publicat mai sobre la DST.
A causa de les seves revelacions, Boukhari va tenir problemes amb la justícia al Marroc, incloent demandes per difamació per part d'exempleats de la DST i del Ministeri de l'Interior marroquí, els quals són citats pel nom al seu llibre, així com altres afers comuns, com ara xecs rebutjats, que es van al·legar per ser utilitzats en contra seva per tal de sentenciar-lo en un assumpte no polític.
Les autoritats marroquines es van negar a emetre cap passaport a Boukhari, qui el va demanar el 2001, per tal de poder testificar a França davant del jutge que investiga la desaparició de Ben Barka. Finalment, després d'una demanda al tribunal administratiu li va ser lliurat un passaport a principis de 2006.